# Ève Angeli

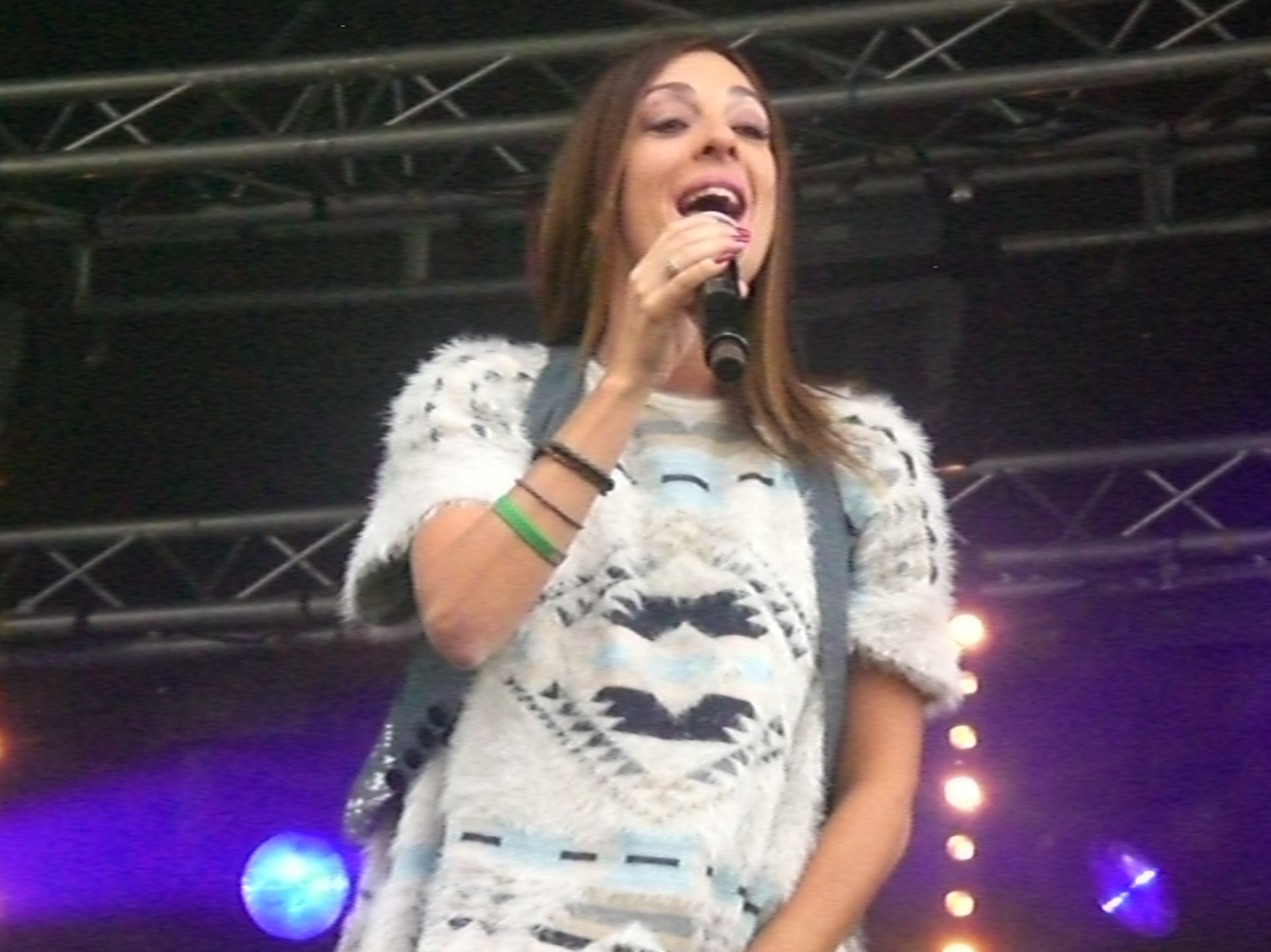
Ève Angeli (2015)

Ève Angeli (* 25. August 1980 in Sète, Département Hérault; bürgerlich Vanessa Annelyse Ève Garcin) ist eine französische Sängerin.

## Leben
Bekannt wurde Ève Angeli durch ihre Teilnahme an der Casting-Show „Graines de stars“ im Jahr 1999. Ihre größten Erfolge feierte sie mit den Singles Avant de partir (2000) und Elle (2001) sowie dem Album Aime-moi (2001).
Einige ihrer Lieder – unter anderem die Singles Je sais (2001) und C’est pour ça (2002) – entstanden in Zusammenarbeit mit Jacques Vénéruso, der bereits für Céline Dion, Garou, Marilou Bourdon und Michel Sardou tätig war.
Die Wurzeln von Ève Angelis Musik liegen im angloamerikanischen Pop. Ihr Stil lässt sich mit demjenigen der franko-algerischen Sängerin Chimène Badi oder demjenigen der amerikanischen Sängerin LeAnn Rimes vergleichen.
Im Jahr 2004 nahm Ève Angeli an der Reality-Show „La Ferme Célébrités“ teil.
Im November 2004 heiratete Ève Angeli in Las Vegas ihren Produzenten und Manager Michel Rostaing. Rostaing zeichnet als Komponist für die Mehrheit der Lieder der Sängerin verantwortlich.

## Diskografie

### Alben
| Jahr | Titel                                         | Höchstplatzierung, Gesamtwochen, AuszeichnungChartplatzierungen (Jahr, Titel, Platzierungen, Wochen, Auszeichnungen, Anmerkungen) | Höchstplatzierung, Gesamtwochen, AuszeichnungChartplatzierungen (Jahr, Titel, Platzierungen, Wochen, Auszeichnungen, Anmerkungen) | Höchstplatzierung, Gesamtwochen, AuszeichnungChartplatzierungen (Jahr, Titel, Platzierungen, Wochen, Auszeichnungen, Anmerkungen) | Anmerkungen                |
| Jahr | Titel                                         | FR | BEW | CH | Anmerkungen                |
| ---- | --------------------------------------------- | --- | --- | --- | -------------------------- |
| 2001 | Aime-moi                                      | FR11 Gold · (42 Wo.)FR | BEW26 (5 Wo.)BEW | CH39 (13 Wo.)CH | Erstveröffentlichung: 2001 |
| 2002 | Nos différences                               | FR40 (10 Wo.)FR | — | — | Erstveröffentlichung: 2002 |
| 2004 | Le meilleur d’Ève Angeli / Best of Ève Angeli | — | — | — | Erstveröffentlichung: 2004 |
| 2005 | Viens                                         | FR49 (12 Wo.)FR | — | — | Erstveröffentlichung: 2005 |
| 2008 | Revolution                                    | — | — | — | Erstveröffentlichung: 2008 |

### Singles
| Jahr | Titel Album                                                  | Höchstplatzierung, Gesamtwochen, AuszeichnungChartplatzierungen (Jahr, Titel, Album, Platzierungen, Wochen, Auszeichnungen, Anmerkungen) | Höchstplatzierung, Gesamtwochen, AuszeichnungChartplatzierungen (Jahr, Titel, Album, Platzierungen, Wochen, Auszeichnungen, Anmerkungen) | Höchstplatzierung, Gesamtwochen, AuszeichnungChartplatzierungen (Jahr, Titel, Album, Platzierungen, Wochen, Auszeichnungen, Anmerkungen) | Anmerkungen                       |
| Jahr | Titel Album                                                  | FR | BEW | CH | Anmerkungen                       |
| ---- | ------------------------------------------------------------ | --- | --- | --- | --------------------------------- |
| 2000 | Avant de partir Aime-moi                                     | FR4 Platin · (33 Wo.)FR | BEW2 (17 Wo.)BEW | CH20 (6 Wo.)CH | Erstveröffentlichung: 2000        |
| 2001 | Elle Aime-moi                                                | FR6 Gold · (25 Wo.)FR | BEW37 (3 Wo.)BEW | — | Erstveröffentlichung: 2001        |
| 2001 | Je sais Aime-moi                                             | FR30 (11 Wo.)FR | — | — | Erstveröffentlichung: 2001        |
| 2002 | C’est pour ça Aime-moi                                       | FR72 (5 Wo.)FR | — | — | Erstveröffentlichung: 2002        |
| 2002 | Nos différences – Caught in the Middle Nos différences       | FR15 (20 Wo.)FR | — | CH32 (8 Wo.)CH | Erstveröffentlichung: 2002 mit A1 |
| 2003 | Ma prière Nos différences                                    | FR58 (5 Wo.)FR | — | — | Erstveröffentlichung: 2003        |
| 2004 | Une chanson dans le cœur (Felicità) Le meilleur d’Ève Angeli | FR11 (23 Wo.)FR | BEW8 (13 Wo.)BEW | CH59 (4 Wo.)CH | Erstveröffentlichung: 2004        |
| 2005 | Viens                                                        | FR20 (14 Wo.)FR | — | CH73 (4 Wo.)CH | Erstveröffentlichung: 2005        |
| 2006 | Je vais t’aimer Viens                                        | FR57 (9 Wo.)FR | — | — | Erstveröffentlichung: 2006        |

Weitere Singles
- 2006: La Solitudin (Viens)
- 2007: Na na naa, le zapping (Revolution)
- 2008: Look Away (Revolution)
- 2008: Si tu m’oublies (Revolution)